# Emil Fahrenkamp

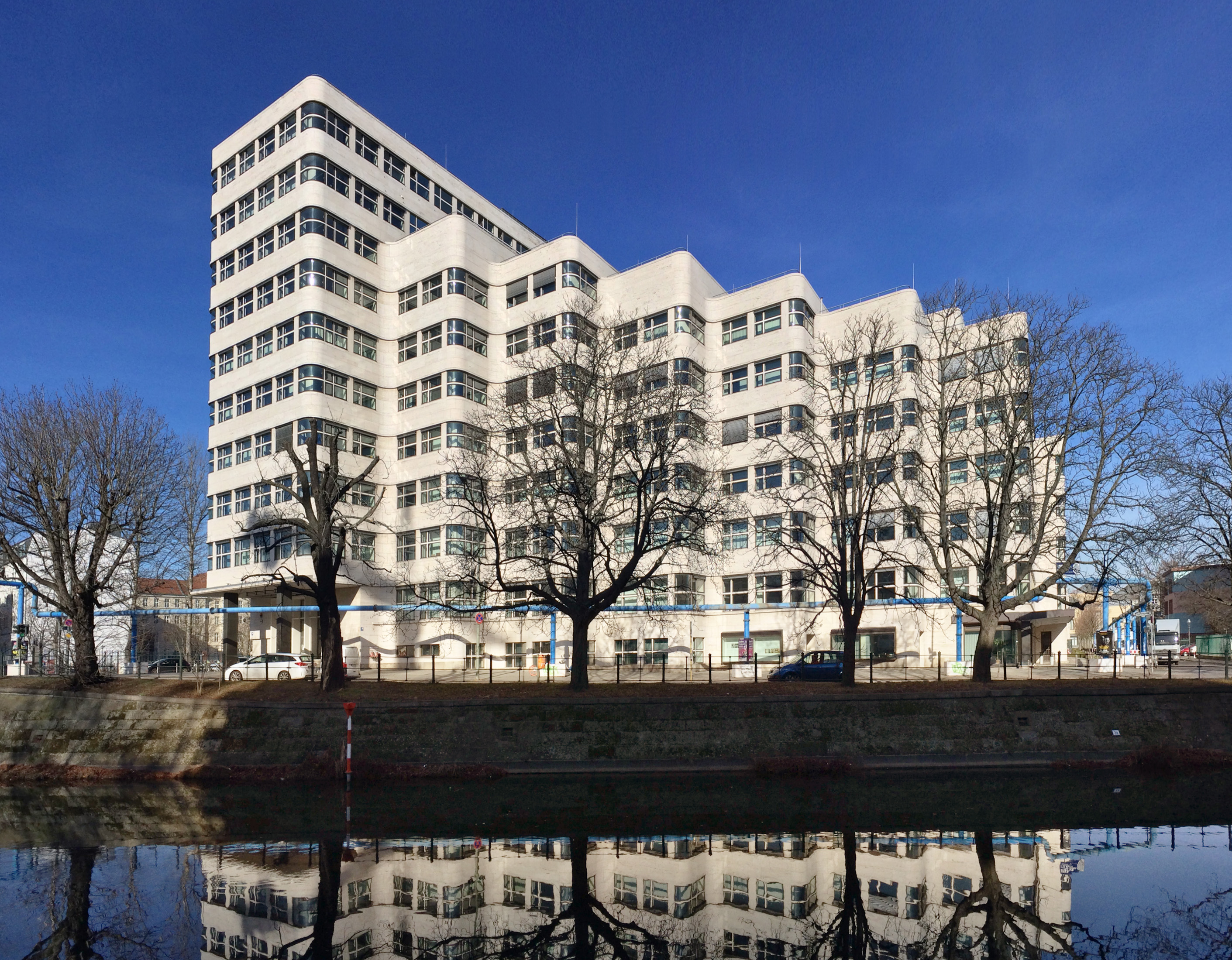
Shell-Haus in Berlin (2019)

Emil Fahrenkamp (* 8. November 1885 in Aachen; † 24. Mai 1966 in Breitscheid) war ein deutscher Architekt, Hochschullehrer und von 1937 bis 1946 Leiter der Kunstakademie Düsseldorf. Sein wohl bekanntester Bau ist das 1930–1932 erbaute Shell-Haus in Berlin.

## Leben
Fahrenkamp kam nach einer vorwiegend praktischen Ausbildung – unter anderem bei Carl Sieben und Albert Schneiders in Aachen – nach Düsseldorf, wo er von 1909 bis 1912 im Büro des Architekten Wilhelm Kreis arbeitete. Ab 1911 war er an der Kunstgewerbeschule Düsseldorf tätig, zunächst als Assistent, dann als Hilfslehrer. Als die Architekturabteilung der Kunstgewerbeschule 1919 auf die Kunstakademie überging, wurden Fahrenkamp und seine Lehrerkollegen zu Professoren der Akademie. In den 1920er Jahren gehörte er zu den prominentesten Architekten Deutschlands. Unter Beibehaltung traditioneller Grundkonzeptionen verstand er es, zeitgenössische Tendenzen (expressionistische Architektur, Neues Bauen) aufzunehmen und ausgleichend umzusetzen. Fahrenkamp verfügte über gute, systematisch ausgebaute und gepflegte Kontakte in die Kreise der rheinisch-westfälischen Industrie, die ebenfalls viel zu seinem beruflichen Erfolg beitrugen.
Nach dem Scheitern des weltanschaulich (nationalsozialistisch) ausgerichteten Direktorates von Peter Grund übernahm Fahrenkamp 1937 (zunächst kommissarisch) die Leitung der Düsseldorfer Kunstakademie. Er orientierte die Ausbildung stärker an praktischen Bedürfnissen und suchte auch hier die Kooperation mit der Industrie. Er verstand sich und seine Arbeit als unpolitisch, konnte damit aber vermutlich nur wegen bester Kontakte in dem Umfeld von Hermann Göring und Joseph Goebbels bestehen. So erbaute er u. a. die Hermann-Göring-Meisterschule für Malerei. Fahrenkamp stand 1944 in der Gottbegnadeten-Liste des Reichsministeriums für Volksaufklärung und Propaganda.
Völlig unverständlich blieb es ihm, dass er nach 1945 in den Augen der Kulturpolitik wegen seiner hohen Position im Dritten Reich als nicht mehr tragbar galt und nicht wieder ins kulturelle Leben einbezogen wurde. Während sich andere Künstler erfolgreich gegen solche Behandlung wehrten und schließlich sogar ihre Vergangenheit völlig unter den Teppich kehren konnten, zog sich Fahrenkamp aus der Öffentlichkeit zurück. Von dieser weitgehend unbeachtet blieb er jedoch bis zu seinem Lebensende ein vielbeschäftigter Architekt.

## Bauten und Entwürfe (Auswahl)

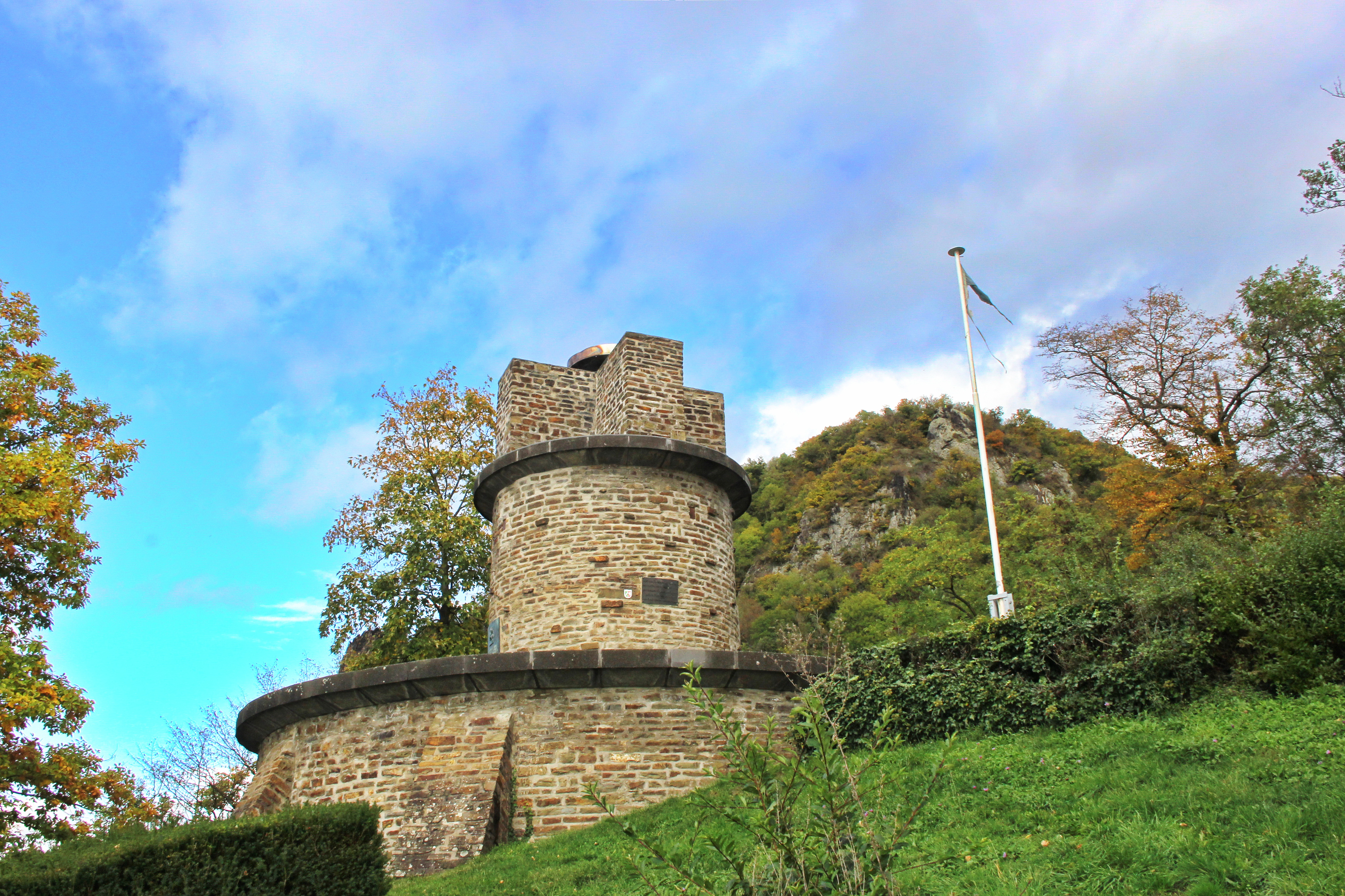
Ulanendenkmal

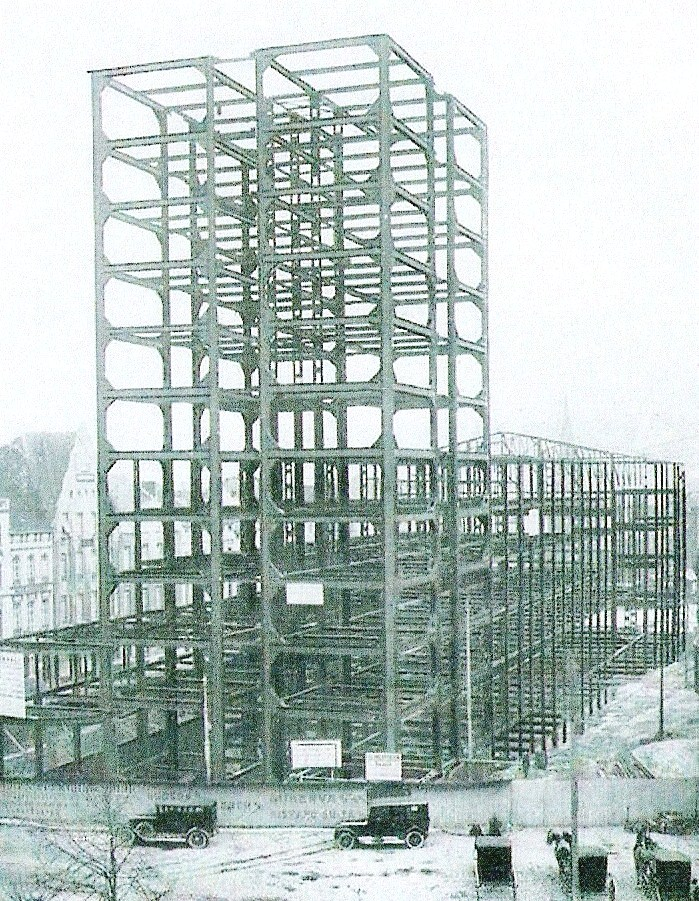
Unvollendetes Lochner-Haus

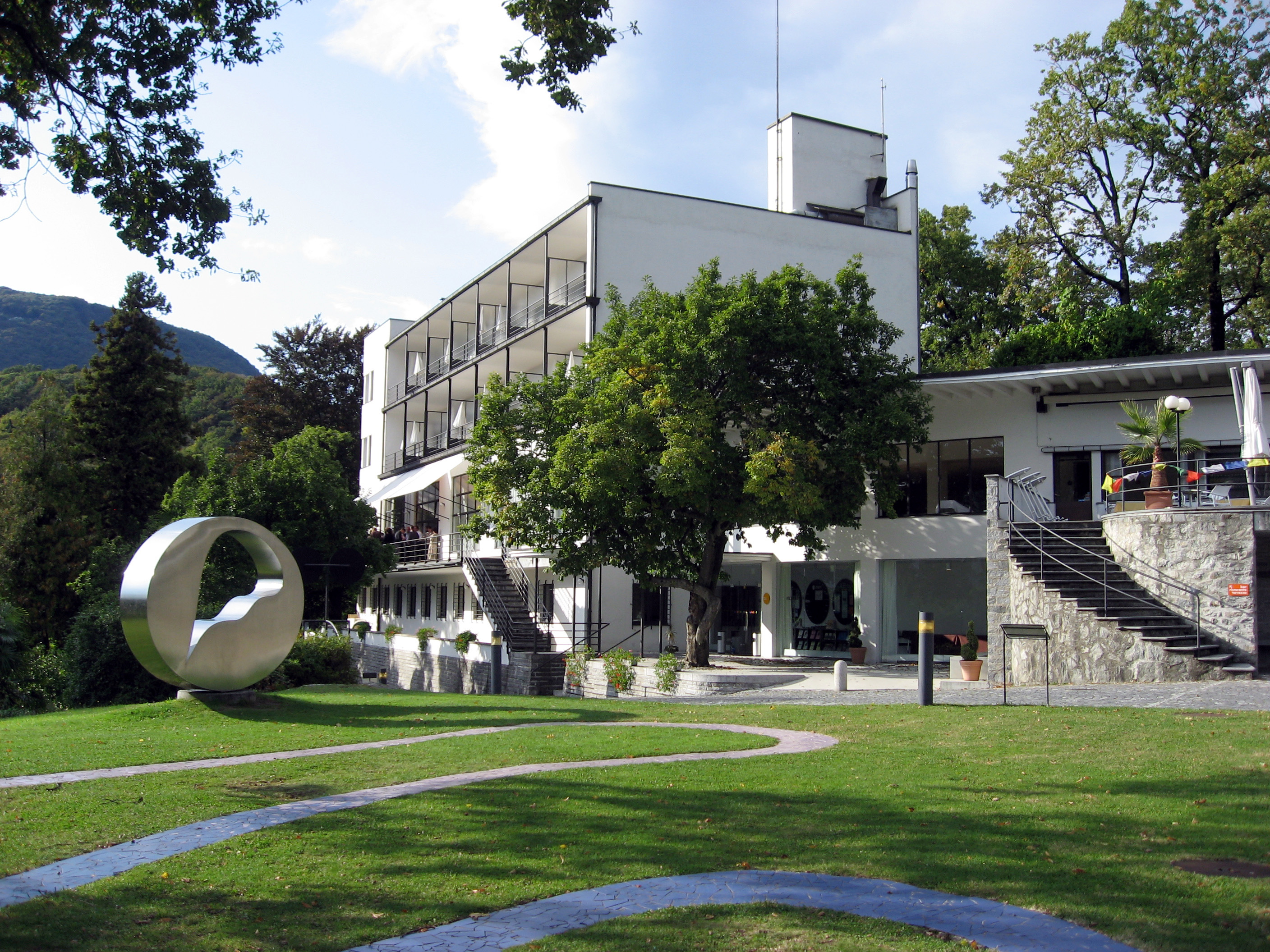
Hotel Monte Verità

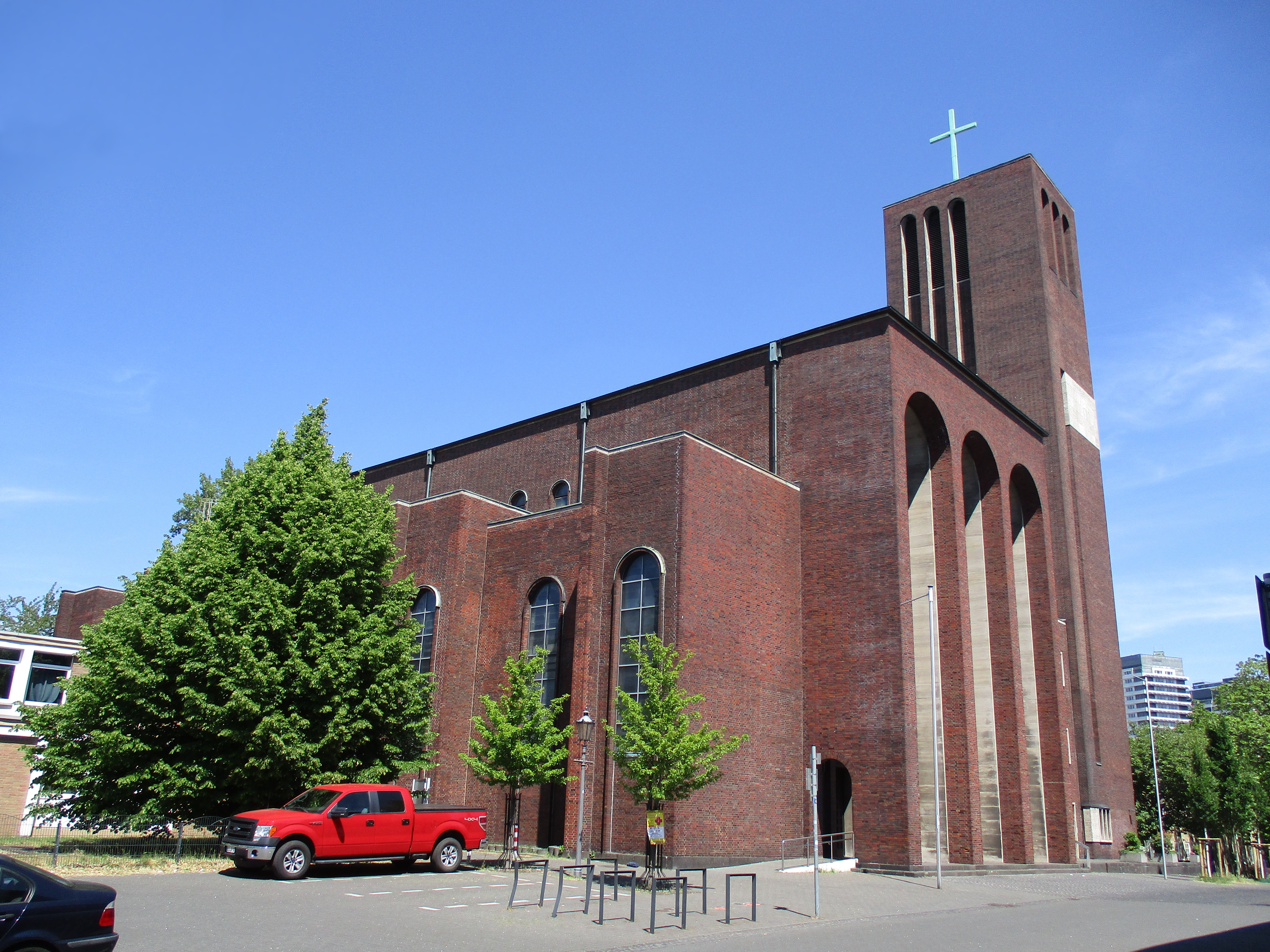
Kath. Kirche St. Mariae Geburt

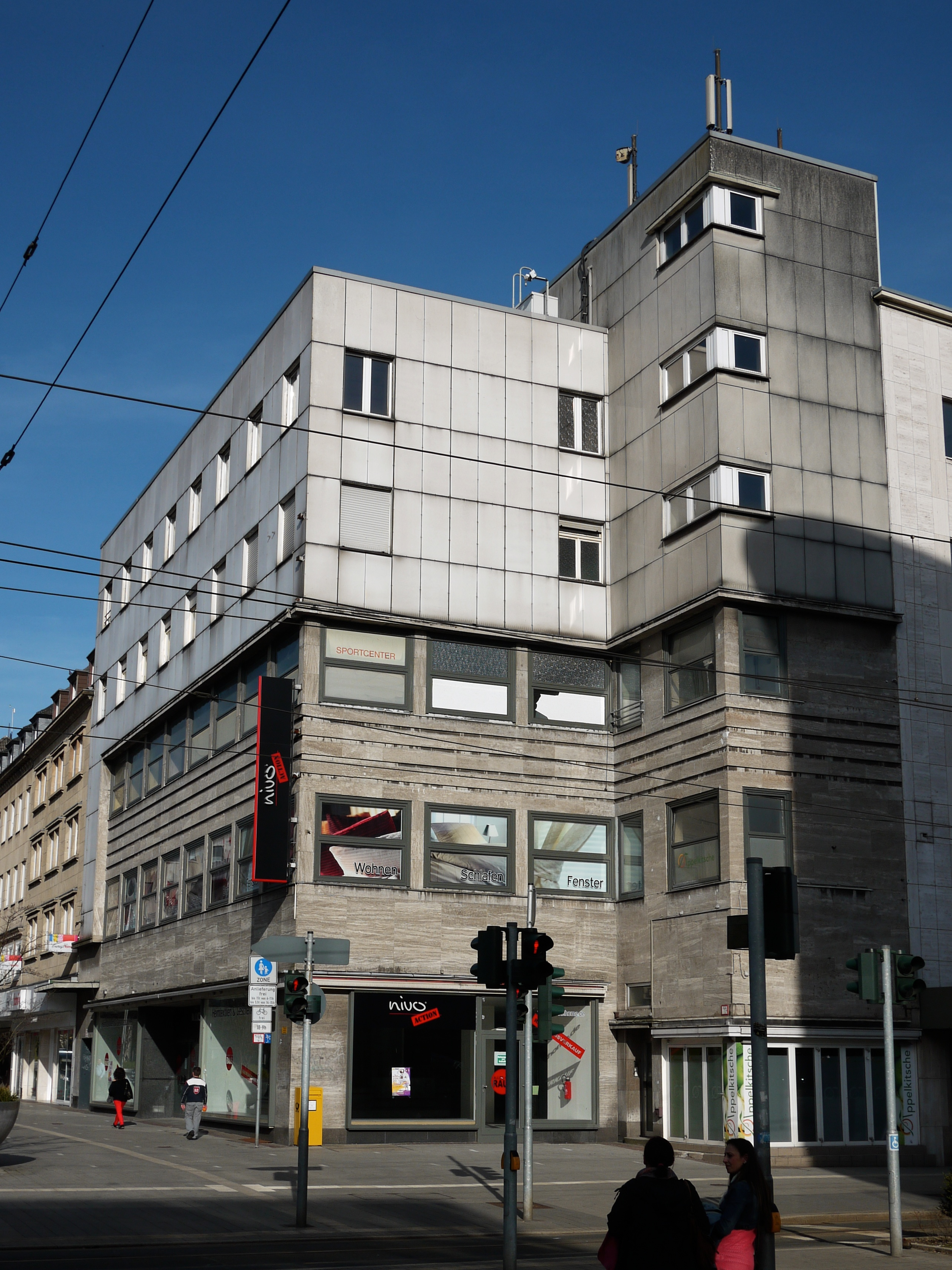
Geschäftshaus Othegraven

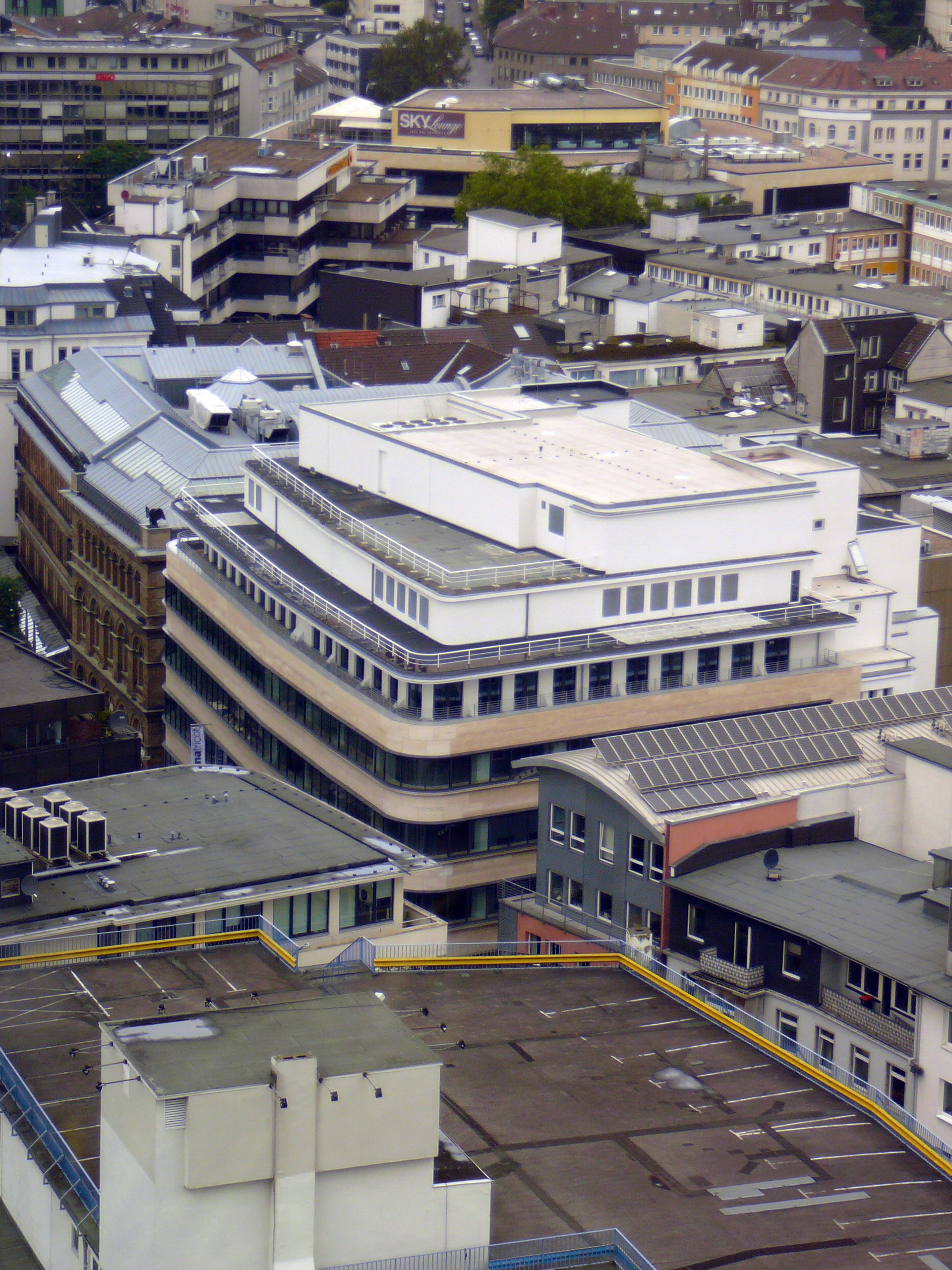
Kaufhaus Michel

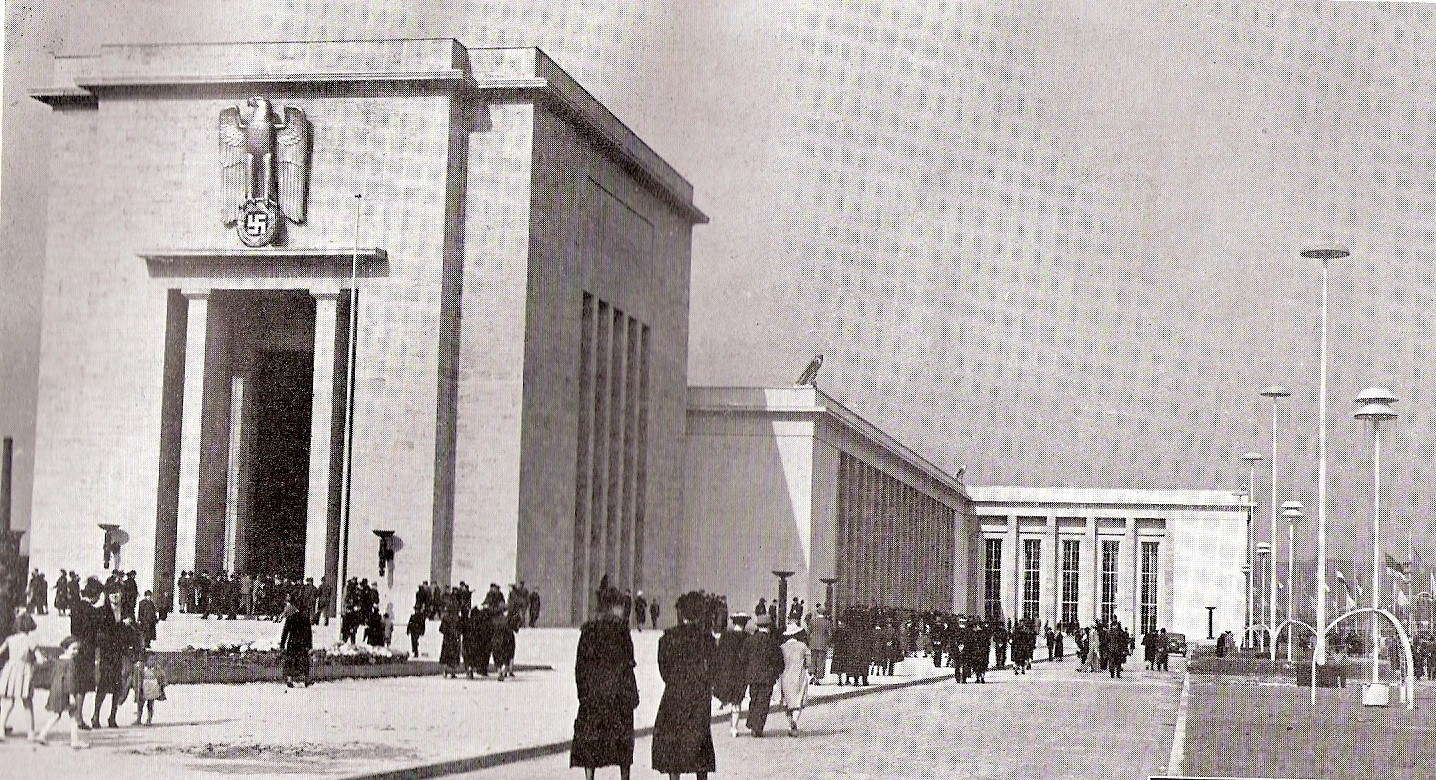
Deutscher Pavillon, L’Exposition de l’Eau 1939

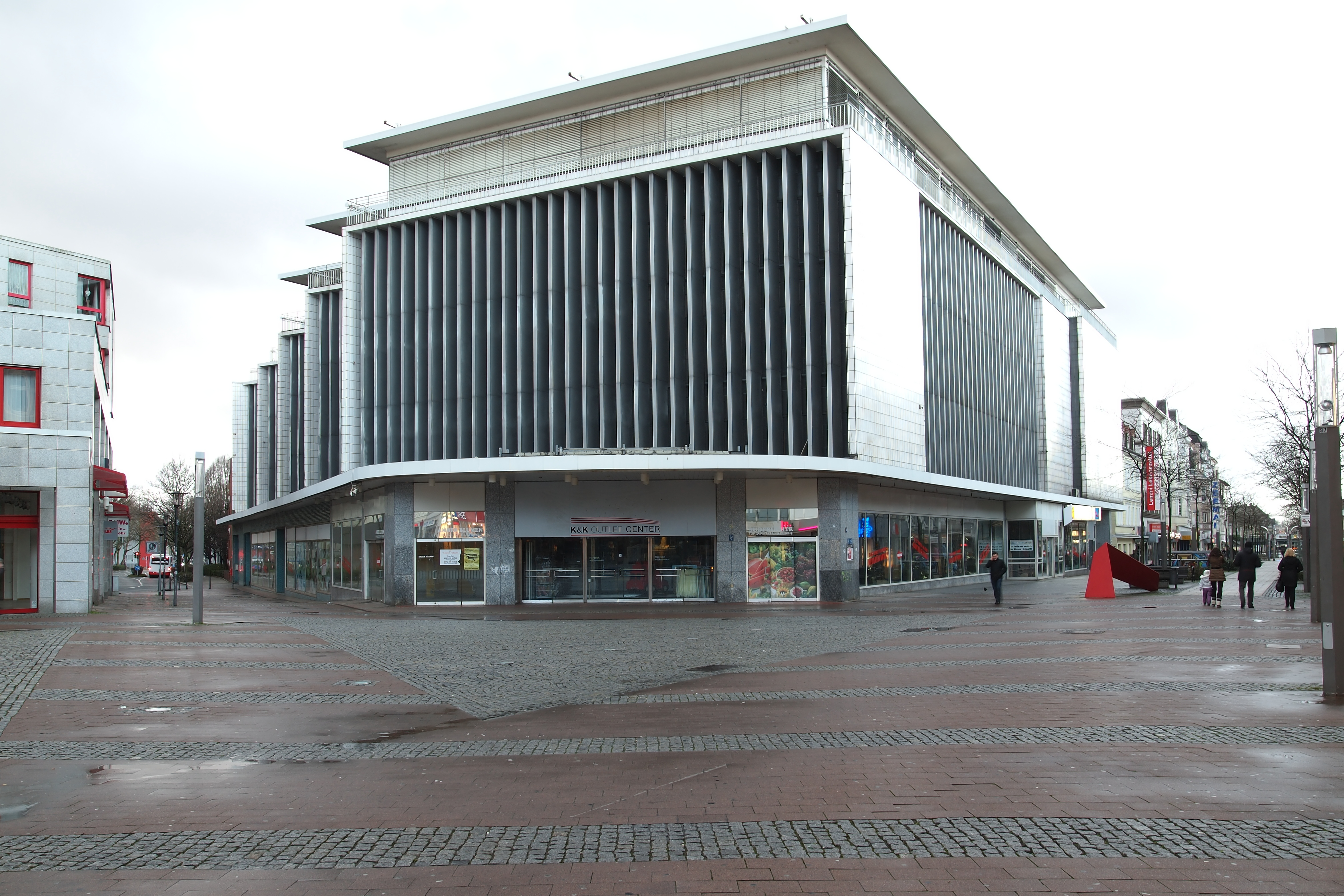
Kaufhaus Althoff

- 1910: Wohnhaus in Düsseldorf-Oberkassel (zusammen mit Adam Dickmann (1876–1961)) ⊙
- 1910–1911: Wohnhaus in Düsseldorf-Oberkassel (zusammen mit Gustav Wagner) ⊙
- 1911: Wohnhaus in Düsseldorf-Oberkassel ⊙
- 1911: Rathaus in Hitdorf (1961 abgerissen)[2]
- 1911: Wohn- und Geschäftshaus für den Kaufmann und Gemeindevorsteher Anton Hahne in Gladbeck ⊙
- vor 1918: Haus Ott in Aachen-Soers[3] ⊙
- vor 1921: Haus Filius in Duisburg[4]
- vor 1921: Haus Oberheid[4]
- 1921–1923: Verwaltungsgebäude der Rheinstahl-Handelsgesellschaft mbH in Berlin-Neukölln[5] ⊙
- vor 1923: Innenausstattung für das Haus Schwickering in Dülmen[6] ⊙
- vor 1923: Ulanendenkmal in Rhöndorf ⊙
- 1923: Niederlassung der Rheinstahl-Handelsgesellschaft mbH in Stuttgart-Feuerbach (unter Denkmalschutz; in den 1990er Jahren zum Veranstaltungsort umgebaut, seit 2003 spielt hier das Theaterhaus Stuttgart)[7] ⊙
- 1923–1925: Innenausstattung der Stadthalle in Mülheim an der Ruhr (1943 zerstört)[8]
- vor 1924: Bürohaus für die Eisenlager GmbH in Essen[9] ⊙
- vor 1925: Villa für Generaldirektor Otto Ballin in Berlin-Schmargendorf, Davoser Straße 5a[10][11] ⊙
- 1925: Entwurf für das Lochner-Haus in Aachen, am Hauptbahnhof
Im Auftrag des Unternehmers Rudolf Lochner sollte eines der ersten Hochhäuser Deutschlands mit konsequent angewandter Stahlskelettkonstruktion entstehen. Nach Fertigstellung des Stahlskeletts wurde der Bau jedoch wegen finanzieller Probleme des Bauherrn eingestellt. Rund vier Jahre war das Stahlskelett Deutschlands wohl bekannteste Investitionsruine, bevor der Bau von dem Kölner Architekten und Immobilienunternehmer Jacob Koerfer 1929–1930 in konstruktiv und gestalterisch völlig veränderter Form weitergeführt wurde. Unter dem Namen Haus Grenzwacht wurde es als Verwaltungsgebäude der Stadt Aachen genutzt und später unter Denkmalschutz gestellt.[12]
- 1926: Innenausstattung für den Tea-Room im Hotel Vier Jahreszeiten in Hamburg[13][14]
- 1926: Café Monopol in Köln[15]
- 1927: Hotel „Breidenbacher Hof“ in Düsseldorf (1944 zerstört, 1946/1947 nach Plänen von Fahrenkamp wiederaufgebaut, 2005 abgerissen und bis 2008 durch Neubau von Hentrich, Petschnigg & Partner ersetzt)
- 1927: Hotel auf dem Monte Verità bei Ascona (Kanton Tessin, Schweiz) (Entwurf ursprünglich von Ludwig Mies van der Rohe) in Auftrag gegeben von Eduard von der Heydt ⊙
- 1927–1929: Parkhotel „Haus Rechen“ in Bochum-Ehrenfeld, Königsallee / Christstraße (1944 zerstört)[16][17]
- vor 1927: Weberei der P. C. Neumann GmbH in Zittau[18][19] (nach 1990 teilweise abgerissen, die erhaltenen Bauteile zum Supermarkt umgebaut) ⊙
- 1927: Wohnhaus Wenhold in Bremen-Schwachhausen ⊙
- 1928–1929: katholische Pfarrkirche St. Mariä Geburt in Mülheim an der Ruhr, auf dem Kirchenhügel (nach Kriegsschäden verändert wiederaufgebaut)[20][21] ⊙
- 1928: Büro- und Geschäftshaus für den Spielwaren-Einzelhändler Hugo von Othegraven in Mülheim an der Ruhr (seit 1928 mit Woolworth-Filiale im Erdgeschoss) ⊙
- 1928: Tablettenfabrik der I.G. Farbenindustrie AG in Leverkusen[22]
- 1928–1929: Wohnbebauung für den Arbeiter-Spar- und Bauverein Oberhausen in Mülheim an der Ruhr (Speldorf)[22][23] ⊙
- 1929–1930: Fabrikgebäude „B 29“ der Carl Zeiss AG in Jena ⊙
- 1929–1930: Kaufhaus Michel in Wuppertal-Elberfeld[22] ⊙
- 1929–1930 und 1934–1935: Verwaltungsgebäude für den Deutschen Versicherungskonzern in Berlin-Wilmersdorf am Fehrbelliner Platz (Hohenzollerndamm 174) ⊙
- 1930–1931: Wohnhaus für Walter Kruspig (Generaldirektor der Rhenania-Ossag[24]) in Hamburg-Eimsbüttel, Harvestehuder Weg 45 ⊙
- 1930–1932: Shell-Haus in Berlin-Tiergarten ⊙
- 1937 zur Reichsausstellung Schaffendes Volk (alle Gebäude nach Ausstellungsende abgerissen)
  - Hauptrestaurant = Halle 31 (Außen- und Innengestaltung)
  - Festsaal = Halle 34 (Außen- und Innengestaltung)
  - Pavillon der Mannesmannröhren-Werke AG (Außen- und Innengestaltung)
  - Pavillon der Gerresheimer Glashüttenwerke (Außen- und Innengestaltung)
  - Pavillon der Rheinmetall-Borsig AG (Außen- und Innengestaltung)
  - Pavillon der Baustahlgewerbe GmbH (Außen- und Innengestaltung)
  - Pavillon der Reichsfremdenverkehrswerbung (Außen- und Innengestaltung)
  - Pavillon der Kaiser’s Kaffeegeschäft GmbH (Außen- und Innengestaltung)
  - Pavillon „Schmuck“ (Außengestaltung)
  - Pavillon für den Ausschuss für Volkswirtschliche Aufklärung (Außengestaltung)
  - Pavillon „Presse und Buch“ (Außengestaltung)
- 1937–1938: Hermann-Göring-Meisterschule für Malerei in Kronenburg (Eifel) ⊙
- 1938–1939: Kraftwerk der Zeche Auguste Victoria I/II in Marl-Hüls
- 1938–1943: Präsidialgebäude des Deutschen Roten Kreuzes in Potsdam-Griebnitzsee (Überarbeitung eines Entwurfs von Norbert Demmel; heute Sitz der Juristischen Fakultät der Universität Potsdam)
- 1939: Pavillon „Deutsches Haus“ auf der Internationalen Wasserbauausstellung Lüttich/Liège 1939 (Belgien)[25]
- 1940: Ausbau von Schloss Rheydt zum Gästehaus für Joseph Goebbels[26] ⊙
- 1948–1950: Kaufhaus Horten (später Karstadt) in Duisburg (mit Kurt Conle und Friedrich Boeke, 2006 abgerissen)
- 1949: Innenausstattung des Pelzhauses Julius Herpich in Düsseldorf (zusammen mit dem Wiederaufbau des Hotels Breidenbacher Hof)[27]
- 1949–1955: Verwaltungsgebäude des Montanunternehmens Klöckner & Co in Duisburg, Mülheimer Straße
- 1954: Clubhaus des Golfclubs Duisburg
- 1954: Wohnhaus für Max König (Inhaber der König-Brauerei) in Mülheim-Speldorf
- 1955: Hotel Doerenkamp bei Ratingen, Krummenweg (nach 1986 abgerissen)[28]
- 1957: Landhaus für das Demag-Vorstandsmitglied Alfred E. Schulz in Ratingen-Hösel[29] ⊙
- 1960: Erweiterung der Villa des Unternehmers Günther Henle in Duisburg, Wilhelmshöhe 10[30] ⊙
- 1960–1961: Kaufhaus Althoff in Herne (später Karstadt, dann Hertie, nach Umbau seit 2021 Neue Höfe Herne) ⊙